# Kurt Wilhelm Fromm

Kurt Wilhelm Fromm

Kurt Wilhelm Fromm (* 7. Juni 1888 auf Gut Schaumburg bei Schalkau; † 8. Januar 1953 in Breitenau) war ein deutscher Politiker (DNVP).

## Leben und Wirken
Kurt Wilhelm Fromm wurde als Sohn eines Rittergutsbesitzers geboren. Von 1895 bis 1900 besuchte er die Volksschulen in Schalkau und Almerswind, später die herzogliche Oberrealschule Coburg. Danach wurde er auf dem Gut seiner Eltern, dem Gut Almerswind, von Privatlehrern unterrichtet. Nachdem er von 1904 bis 1906 an der höheren landwirtschaftliche Lehranstalt Döbeln ausgebildet worden war, absolvierte Fromm eine landwirtschaftliche Lehre auf mehreren fremden Gütern sowie auf dem elterlichen Gütern Almerswind und Breitenau. Zwischendurch war er ein Jahr beim Militär.
Von 1914 nahm Fromm am Ersten Weltkrieg teil. In den folgenden vier Jahren wurde er als Adjutant und Kompagnieführer des III. Bataillons des 6. Thüringischen Infanterieregiments Nr. 95 an der Ost- und Westfront eingesetzt. Er kämpfte in mehr als 60 Schlachten und Gefechten und wurde mit zahlreichen Orden ausgezeichnet, so mit dem Eisernen Kreuz beider Klassen, dem Herzog-Carl-Eduard-Verdienstkreuz mit Schwertern, der Herzog-Carl-Eduard-Medaille mit Spangen, Schwertern und Datumsinschrift und dem Herzoglich Sachsen-Ernestinischer Hausorden II. Klasse.
Nach dem Krieg übernahm Fromm die Leitung des väterlichen Gutes in Breitenau. Außerdem trat er in die Bayerische Mittelpartei, die ab 1920 den bayerischen Landesverband der Deutschnationalen Volkspartei (DNVP) bildete, ein. 1920 heiratete er. Von 1920 bis 1924 war Fromm für die Mittelpartei Mitglied des Bayerischen Landtages. Seit 1923 war Fromm Mitpächter des Rittergutes Niederfüllbach bei Coburg. Bei der Reichstagswahl vom Dezember 1924 wurde er als Kandidat der DNVP für den Wahlkreis 26 (Franken) in den Reichstag der Weimarer Republik gewählt. Nachdem sein Mandat bei der Wahl von 1928 bestätigt worden war, gehörte er dem Reichstag insgesamt von Dezember 1924 bis September 1930 an. 
Abseits seiner Tätigkeit als Landtags- und Reichstagsabgeordneter und als Landwirt übernahm Fromm in den 1920er Jahren auch zahlreiche Ämter auf kommunaler Ebene: So war er Mitglied des Landesvorstandes Bayern des Reichslandbundes, Kreisrat und Landwirtschaftsreferent und Sachverständiger im Kreis Oberfranken, Mitglied des Bayerischen Landeseisenbahnrates, Mitglied der Kreisbauernkammer Oberfranken, Vorsitzender des Coburger Bauernvereins sowie der Bezirksbauernkammer Coburg und Mitglied der Landesbauernkammer München.
1933 wurde Fromm für einige Wochen inhaftiert. Von 1939 bis 1944 gehörte er der Wehrmacht an.
Nach 1945 wurde Fromm Mitglied der Christlich-Sozialen Union (CSU). In den Jahren 1947 bis 1949 war er Mitglied des Wirtschaftsrates. Fromms Nachlass lagert heute im Staatsarchiv in Coburg.

## Ehrungen
- 1952: Verdienstkreuz (Steckkreuz) der Bundesrepublik Deutschland